# Marino (conde dos excubitores)
Marino (em latim: Marinus) foi um oficial bizantino do século VI, ativo durante o reinado do imperador Justiniano. Entre 561-562, foi conde dos excubitores. Em novembro de 561, foi enviado com um curador regional de nome desconhecido para suprimir a violência entre facções na capital. Em maio de 562, foi novamente enviado para verificar as facções, desta vez com o curopalata Justino (o futuro Justino II). Em dezembro de 562, ele e Constanciano conduziram mais interrogatórios sobre a conspiração de novembro de 562 para assassinar Justiniano.